# Xinzhou (Wuhan)
Xinzhou léase Sin-Zhóu (en chino:新洲区, pinyin:Xīnzhōu qū) es un  distrito urbano bajo la administración directa de la ciudad-prefectura de Wuhan. Se ubica al este de la provincia de Hubei, sur de la República Popular China. Su área es de 1409 km² y su población total para 2016 fue de +800 mil habitantes.

## Administración
El distrito de Xinzhou se divide en 12 pueblos que se administran en 12 subdistritos y 1 poblado.